# René Ribollet
René Ribollet, né le 28 septembre 1848 à Lyon et mort dans le 5e arrondissement de Lyon le 4 septembre 1890, est un architecte français.

## Biographie
René Ribollet étudie auprès de Jean-Baptiste Chatigny.

## Réalisations
Il réalise les travaux d'architecture suivants :
- façade de l'église de Parcieux ;
- clocher de l'église de Chambéon ;
- collège des Jésuites à Oran ;
- hôpital de Jaffa ;
- installation du cercle du Divan, au 25 place Bellecour ;
- tombeau de Jean-Jacques-Louis Lombard de Buffières.

## Distinction
Il est admis à la société d'architecture de Lyon le 7 juillet 1881.